# Horário Padrão da Índia

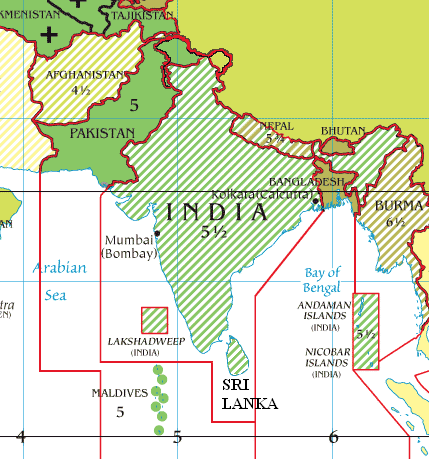
IST em relação com as nações que fazem fronteira

O Horário Padrão da Índia (IST) é o horário observado em toda Índia e Sri Lanka, com um time offset de UTC+5:30. A Índia não observa horário de verão (DST) ou outros ajustes sazonais, apesar de a DST ter sido usada brevemente durante a Guerra sino-indiana de 1962 e a Guerra Indo-Paquistanesa de 1965 e 1971. O tempo militar e aeronáutica, IST é designado E* ("Echo-Star").
O Indian Standard Time é calculado no observatório de Allahabad, que está situado a 82.5°E do Meridiano de Greenwich, sendo adotada uma diferença de 5 horas e 30 minutos com relação ao horário oficial de Greenwich (Greenwich Mean Time, GMT).